# その姿の消し方
『その姿の消し方』（そのすがたのけしかた）は、日本の小説家堀江敏幸による小説。
2009年から2015年にかけて、『新潮』や『yom yom』などに掲載された作品群をまとめて、2016年1月29日に新潮社より単行本として刊行された。単行本の装幀は、新潮社装幀室による。2016年、第69回野間文芸賞を受賞する。2017年、Twitter文学賞の国内編第3位に選ばれる。文庫版は、2018年8月1日に新潮文庫より刊行された。
著者の堀江は、「『いつか王子駅で』のときと同じで、最初の一篇は読み切りのつもりで書きました。それが、なぜか続きものに似たかたちで、ゆっくり育っていった」と述べている。

## あらすじ
〈私〉は留学生時代に、フランス西南部にある古物市で、1枚の古い絵はがきを手に入れる。その絵はがきには、廃屋にしか見えない建物の写真が印刷されており、裏側の通信欄には、10行からなる詩が筆記体で記されていた。消印は1938年6月15日で、差出人はアンドレ・Lとなっており、名宛人は北フランスに住む、ナタリー・ドゥパルドンという名の女性であった。しばらくの後、別の詩が記された、アンドレ・Lが差出人の絵はがきが見つかる。やがて、Lは「ルーシェ」の略であり、彼の職業が会計検査官であることがわかる。

## 主な登場人物
〈私〉
語り手。
アンドレ・ルーシェ
会計検査官。

## 収録作品
| タイトル                     | 初出                           |
| ---------------------------- | ------------------------------ |
| 波打つ格子                   | 『yom yom』11号（2009年7月号） |
| 欄外の船                     | 『新潮』2010年1月号            |
| 履いたままおまえはどこを     | 『yom yom』21号（2011年7月号） |
| デッキブラシを持つ人         | 『新潮』2012年6月号            |
| ふいごに吹き込む息           | 『yom yom』15号（2010年5月号） |
| 黄色は空の分け前             | 『新潮』2012年9月号            |
| 数えられない言葉             | 『新潮』2013年2月号            |
| 始めなかったことを終えること | 『芸術新潮』2012年7月号        |
| 発火石の味                   | 『新潮』2013年8月号            |
| その姿の消し方               | 『新潮』2014年1月号            |
| 打ち上げられる贅沢           | 『文學界』2014年3月号          |
| 眼の葡萄酒                   | 『新潮』2014年6月号            |
| 五右衛門の火                 | 『新潮』2015年1月号            |

## 書評
作家の大竹昭子は、「ミステリー的な要素があるし、差出人がどういう男なのかが少しずつ明らかにされるあたりはスリリングだが、ページを繰っているあいだ、変化する気圧のなかを潜（くぐ）り抜けているような奇妙な感覚が持続したのが気になった」と述べている。大学教授の高遠弘美は、「深い思索を経て紡ぎ出される言葉や、饒舌（じょうぜつ）とは無縁の節制によって生まれる彫琢（ちょうたく）された文体からふと溢（あふ）れ出る豊かな情感とユーモア。それはまさに読者を再読にいざなう大きな要素にほかならない」と評している。文芸評論家の八木寧子は、「はじめ、アンドレ・Ｌとしかわからなかったその『詩人』の輪郭が、少しずつ、本当に少しずつ形づくられていく様子が端正な文章でつづられる。それは本当に美しく、静かに呼吸する水鳥のような文章だ」と評している。